# Дистрибутивизам
Дистрибутизам је економска идеологија према којој власништво над средствима за производњу треба да буде широко распрострањено, а не концентрисано у рукама државе или појединаца.
Дистрибутизам је настао и развио се у Европи крајем 19. и почетком 20. века. Основа за то је било социјално учење Католичке цркве, изложено, посебно, у папским енцикликама папе Лава XIII Рерум Новарум и Куадрагесимо Анно од папе Пија XI.

## Опште карактеристике
Према дистрибутивним ставовима, права приватне својине су фундаментална, и средства за производњу треба да буду широко дистрибуирана, а не концентрисана под контролом државе (државни социјализам), неколико појединаца (плутократија) или корпорација (корпоратократија). Дакле, дистрибуција се залаже за друштво које карактерише распрострањена приватна својина. Задругари као што је Рејс Метху тврде да је такав систем кључ за стварање праведног друштвеног поретка.
Дистрибутизам се често супротставља и социјализму и капитализму, које дистрибутери сматрају подједнако дефектним и експлоататорским. Томас Шторк тврди да су „и социјализам и капитализам производи просветитељства и стога представљају модернизаторске и антитрадиционалистичке снаге. Поред тога, неки дистрибутери тврде да је комунизам логична последица капитализма. Насупрот томе, дистрибуција настоји да економску активност учини зависном од људског живота у целини, од нашег духовног, интелектуалног и породичног живота.“
Неки виде дистрибуцију више као тежњу која је успешно реализована у кратком року кроз посвећеност принципима супсидијарности и друштвене солидарности уграђене у финансијски независне локалне задруге и мала породична предузећа. Међутим, заговорници дистрибуције такође указују на периоде као што је средњи век као примере историјске дугорочне одрживости дистрибуције. Највећи утицај на развој теорије дистрибуције извршили су католички аутори Г. К. Честертон и Хилаири Белок, – двојица најранијих и најактивнијих заговорника дистрибуције.

## Историјска позадина
Средину 19. века обележио је успон политичког католицизма у Европи. Према историчару Мајклу А. Рифу, заједничка карактеристика ових покрета била је опозиција не само секуларизму, већ и капитализму и социјализму. Године 1891. папа Лав XIII је издао енциклику Рерум Новарум, у којој се осврнуо на тему „зла и несрећа од којих сада пате скоро сви радници“, напомињући да је „мала група веома богатих“ могла да „лежи на плећа огромне масе радних људи, сиромашних, терет су који није много бољи од ропства.“ Енциклика је потврдила право на поседовање приватне имовине, потребу за системом који би омогућио „што је могуће више људи да постану власници имовине“, дужност послодаваца да обезбеде безбедне услове рада и одговарајуће наднице, право радника да оснивају синдикате. Колективно (посебно општинско и државно) власништво над имовином је експлицитно одбачено као оруђе за помоћ сиромашнима.
Почетком 20. века, Г. К. Честертон и Хилаири Белок спојили су различита искуства различитих задруга и друштава за узајамну помоћ у северној Енглеској, Ирској и северној Европи у хармоничну и кохерентну политичку идеологију која је заговарала широко распрострањено приватно власништво над земљом, контролу индустрије кроз мала предузећа којима управљају власници и задруге којима управљају радници. Најважнија Белокова и Честертонова дела која се тичу дистрибутивности су Сервилно стање и Обрис разума.
Иако су већина каснијих дистрибутера били некатолици, а неки су били бивши радикални социјалисти разочарани социјализмом, Католички раднички покрет усвојио је дистрибутивну мисао у спрези са идејама Дороти Деј и Пјера Моранда о независним локалним заједницама.

## Положај у политичком спектру
Положај дистрибутера у поређењу са другим политичким филозофијама понекад делује помало парадоксално и збуњујуће. Као убеђени енглески католици, присталице принципа органског јединства, носиоци вредности културног традиционализма и аграризма, у директној супротности са основним принципима виговске историографије, И. Белок је ипак био члан парламента из Либералне партије. , а Честертон је једном изјавио: „... Верујем у либерализам . Али било је и оно светло време невиности када сам веровао у либерале.”
Изведена из модерних облика ове идеологије, настала је у делима Вилијама Кобета и Џона Раскина, који су са радикалних позиција оспоравали идеале и тврдње естаблишмента, али су то чинили у оквиру реновационисте, а не револуционарне перспективе: они су видели себе као борце за обнову традиционалних слобода Енглеске и њеног народа, које су им одузете, између осталог, од индустријске револуције.
Док су делили неке идеале са традиционалним ториизмом, посебно позитивну визију средњег века и органског друштва, дистрибутери су се с њим разликовали у низу важних питања. Иако су се многи Торијевци противили реформама, Дистрибутисти су у неким случајевима то видели не као очување легитимног традиционалног концепта Енглеске, већ као одржавање штетних грешака и иновација. Белок је био у отвореној опозицији протестантизму као концепту и као расколу од Католичке цркве, гледајући на поделу хришћанства у 16. веку као на један од најпогубнијих догађаја у европској историји. Елементи ториизма, с друге стране, били су бескомпромисни када је у питању државност Енглеске цркве: да би је одржали, неки дистрибутисти су чак напустили своје оригиналне легитимистичке ултраројалистичке принципе у односу на краља Џејмса II.
Велики део рада Дороти Л. Сајерс, у којем се она бави друштвеним и економским питањима, сличан је идејама дистрибутера: ови други су можда утицали на њу, или је она сама дошла до закључака који се налазе на страницама њена дела. Њени аргументи, као припадника Енглеске цркве, имају корене у теологији креационизма и оваплоћења, која се донекле разликује од позиција католика Честертона и Белока.

## Економска теорија
Дистрибутивни систем, заговара да већина људи може да зарађује без потребе да користе туђу приватну имовину. Примери таквих људи су фармери који поседују сопствену земљу и неопходну опрему, водоинсталатери који поседују сопствене алате, програмери софтвера који поседују сопствене рачунаре, итд. „Кооперативни“ приступ нуди ширу „перспективу“: таква имовина и опрема могу бити у „сувласништву“ локалних заједница и пословних партнера.
У енциклици Рерум Новарум, папа Лав XIII тврди да је већа вероватноћа да ће људи радити више и ефикасније ако и када сами поседују земљу на којој раде, што ће заузврат користити њима и њиховим породицама, јер ће моћи да издржавају себе и своје домаћинство. Он тврди да када људи имају прилику да поседују и обрађују земљу, „науче да воле саму земљу, која, као одговор на рад њихових руку, производи не само храну, већ и обиље добрих ствари за њих и онима којима су потребни.” Он такође тврди да власништво над имовином није само од користи за појединца и његову породицу, већ је, у ствари, право које дугује Богу „...који је дао земљу на коришћење и уживање целом човечанству.“
Сличне ставове износи Г. К. Честертон у својој књизи „Шта није у реду са светом?” (1910). Честертон верује да док Бог има неограничене моћи у односу на стварање, човек има ограничене моћи. Као резултат тога, особа има право да поседује имовину и да се према њој понаша онако како жели. Он каже: „Имовина је само уметност демократије. То значи да сваки човек мора имати нешто што може укалупити по свом лику, као што је и сам укалупљен у небески лик. Али с обзиром на чињеницу да он није Бог, већ само груба слика Бога, његово самоизражавање мора да се носи са ограничењима...”  Честертон је сажео своје дистрибутерске ставове у фрази „Три хектара и крава.”
Према Белоку, у дистрибутивној држави, дистрибуција се не односи на сву имовину, већ само на продуктивну имовину, односно на имовину која производи богатство, другим речима, ствари које су човеку потребне да би преживео. Укључује земљиште, алате итд.
Рани дистрибутисти су описали тип економског поретка који је укључивао повратак у систем еснафа. Синдикати који данас постоје нису имплементација овог аспекта дистрибутивистичког економског поретка, будући да су синдикати организовани по класним принципима да промовишу класне интересе и, често, класну борбу, док су цехови/цехови класно мешовити синдикати који се састоје од послодаваца. Послодавци и надничари сарађују на обострану корист, промовишући класну сарадњу.
Банке
Дистрибутизам има позитиван став према идеји елиминисања постојећег система корпоративних банака.
Приватне банке, или тачније, основна пракса остваривања профита кроз наплату/наплату камате. Дороти Деј је, на пример, предложила да се укине законска примена уговора о каматним стопама (лихварство). Ово неће повлачити за собом национализацију, али може подразумевати одређени степен умешаности државе. Дистрибутери позитивно гледају на кредитне задруге као на пожељну алтернативу банкама.

## Антимонополско законодавство
Дистрибуција је имала велики утицај на антимонополско право у Америци и Европи, створено да се бори против монопола и прекомерне концентрације тржишне моћи у рукама једне или само неколико компанија, трустова и картела. Отеловљујући идеју да превише капитализма значи премало капиталиста, огромни амерички систем антимонополских закона настоји да спречи концентрацију тржишне моћи у одређеном пољу производње у рукама неколицине. Захтев да ниједна компанија не контролише већину тржишта је један пример како је дистрибуција ушла у јавну политику. Иза тога стоји идеја да је децентрализација привредне активности међу многим учесницима у производњи много кориснија за привреду него имати само једног или ограничен број играча у одређеној индустрији. Антимонополски закони не узимају у обзир случајеве у којима су само велике компаније одрживе због природе индустрије, као што је случај са природним монополима (на пример, дистрибуција електричне енергије). Дистрибутизам такође признаје да аквизиције и спајања могу побољшати добробит потрошача међутим, његове присталице више воле присуство више економских агената него мањег броја, пошто први углавном промовишу конкуренцију.

## Социјална теорија
Дистрибутизам посматра породицу, коју чине два родитеља и дете (или деца), као основну друштвену јединицу у људском друштву и основну јединицу у функционалном дистрибутивном друштву. Ова целина такође има основни карактер у великој проширеној породици, у друштвено и генетски међусобно повезаним заједницама, нацијама итд., прошлости, садашњости и будућности. Стога, економски систем друштва треба да се концентрише пре свега на просперитет нуклеарне породице. Дистрибутизам отелотворује ову идеју настојећи да успостави породицу (а не појединца) као основни тип власника, односно настоји да обезбеди да што више породица (а не што више појединаца) буду власници продуктивне имовине. Дакле, породица је од виталног значаја за дистрибутивну мисао.
Дистрибутизам ставља велики нагласак на принцип супсидијарности. Према овом принципу, ниједна велика друштвена/економска/политичка јединица не би требало да обавља функције које може да обавља мања јединица. Папа Пије, у својој енциклици Куадрагесимо Анно, понудио је класичну формулацију овог принципа: „Као што је суштински погрешно узимати од појединаца оно што могу да постигну својом сопственом иницијативом и трудом и давати то заједници, такође је неправедно и, истовремено, више зло је и нарушавање правилног поретка поверити већим и вишим удружењима оно што мање и ниже организације могу да изврше.“ Дакле, било коју производњу (коју дистрибуција сматра најважнијом компонентом економије) мора да обавља најмања јединица друштва. Ово помаже да се подржи аргумент дистрибуције да мале јединице (уместо великих јединица, као што је типично у модерним економијама), породице, ако је могуће, треба да контролишу средства за производњу.
Папа Пије, у истој енциклици Куадрагесимо Анно, наводи да „свака друштвена активност мора, по својој природи, пружати помоћ члановима друштвеног тела и никада их не сме уништити или апсорбовати“. Да би спречио велике приватне организације да доминирају политичким телом (цивилним друштвом), дистрибуција примењује принцип супсидијарности на економске, друштвене и политичке активности.
Суштина супсидијарности може се укратко изразити кроз хришћанску максиму „Дај човеку рибу и нахранићеш га за један дан, научи човека да пеца и нахранићеш га за цео живот“.
Дистрибутисти се залажу за укидање мера социјалне заштите, заснивајући своје противљење на становишту да такве мере доприносе већем отуђењу човека, погоршавајући његову зависност од „ропске државе“. Дистрибутери попут Дороти Деј нису подржали мере социјалне заштите када су уведене у Сједињеним Државама. 
Дистрибутизам промовише идеју заједнице занатлија и културе. Ова идеја је изражена у нагласку на малом бизнису, промоцији локалне културе и давању предности малој производњи у односу на капиталистичку масовну производњу. Друштво занатлија заговара дистрибутивни идеал консолидације капитала, имовине и производње, налазећи се на тај начин у супротности са оним што дистрибутери виде као друштвено отуђење човека од рада.
То, међутим, не значи да дистрибуција нужно фаворизује технолошку регресију, која подразумева повратак на начин живота који је постојао пре индустријске револуције. Дистрибутери се залажу за власништво над фабрикама и другим индустријским центрима за локално становништво.
Дистрибутизам не даје предност никаквом политичком поретку. Док су неки дистрибутери (као што је Дороти Деј) били анархисти, већина честертонских дистрибутера се противила самом концепту анархизма. Честертон је веровао да је дистрибуција водећи принцип унутар којег може коегзистирати било који број интерпретација и перспектива. Овај концепт, према Честертону, треба да буде уграђен у сваки политички систем чија би општа карактеристика била широко распрострањено власништво над продуктивном приватном својином.